# Jesügej Baatur
Jesügej Baatur (?  – zm. 1171?) – wódz mongolski z XII wieku, ojciec Czyngis-chana.
Zgodnie z Tajną historią Mongołów Jesügej był synem Bartana Baatura, a tym samym wnukiem pierwszego chana Mongołów Kabuła (ok. 1130 i później), oraz bratankiem drugiego następcy Kabuła, Kutuły (zm. ok. 1164). Drugi człon jego imienia, Baatur, to mongolski tytuł honorowy. Z racji swojego pochodzenia Jesügej należał do najważniejszego rodu Mongołów, Bordżigin, z którego tradycyjnie wywodzili się mongolscy chanowie. W jego ramach zbudował on nowy klan, Kijan, którego był przywódcą. Po śmierci Kutuły Jesügej stał się jednym z głównych pretendentów do godności chana. Jego pozycję wzmocniło jeszcze zawarcie sojuszu z władcą Kereitów, To'oriłem (zm. 1203), któremu pomógł w powrocie na tron. Jesügej i To'orił byli braćmi krwi (anda). Zgodnie z tradycją swojego rodu Jesügej zaręczył swojego syna Temudżyna (późniejszego Czyngis-chana) z dziewczyną z rodu Ongiratów, to jest Börte, córką wodza Dej Seczena. Temudżyn miał mieć wówczas 9 lat i zgodnie ze zwyczajem Jesügej pozostawił go na jakiś czas u swoich przyszłych teściów. W drodze powrotnej Jesügej zgodnie z obyczajem, zaakceptował zaproszenie siedzących przy ognisku Tatarów, którzy jednak wykorzystali sytuację do otrucia wodza znienawidzonych przez siebie Mongołów. Przed śmiercią Jesügej zdołał jeszcze wezwać znajdującego się w pobliżu Mönglika z rodu Kongkotanów i kazał mu sprowadzić Temudżyna oraz powierzył opiekę nad swoją rodziną. Jeśli przyjmiemy, że Temudżyn urodził się w roku 1162 (co jednak nie jest do końca pewne), to Jesügej musiał umrzeć ok. roku 1171.
Jesügej miał dwie żony. Nie znamy imienia ani pochodzenia pierwszej z nich, wiemy jedynie, że miał z nią dwóch synów: Bektera i Belgüteja. Druga jego żona, Höelün, została zdobyta przez Jesügeja w szczególnych okolicznościach, ponieważ została odbita Merkicie Jekemu Cziledü, kiedy wiózł ją do siebie, po zaślubinach, przez ziemie Mongołów. Podobnie jak Börte Höelün należała do Ongiratów. Jesügej miał z nią pięcioro dzieci: synów Temudżyna, Kasara, Kaczi'una i Temüge oraz córkę Temülün.